# Vladímir Karpets
Vladímir Alexandróvitx Karpets (Владимир Александрович Карпец, en alfabet ciríl·lic) (Sant Petersburg, 20 de setembre de 1980) és un ciclista rus. Les seves victòries més importants són la Volta a Catalunya 2007, la Volta a Suïssa 2007 i el maillot blanc al Tour de França del 2004.
Com el seu compatriota Denís Ménxov, Karpets va traslladar-se a Espanya, on es va enrolar a les files de l'equip Banesto, on els directors esportius van anar polint les seves qualitats.
Al Tour del 2004, malgrat que Thomas Voeckler va estar a punt d'endur-se el mallot de millor jove gràcies a una escapada de nou minuts, Karpets va remuntar a l'última contrarellotge (guanyada per Lance Armstrong) i es va endur el preuat maillot. També el 2004, va guanyar la Volta a la Rioja.
A la temporada 2005, no va rendir al mateix nivell al Tour de França, però al Giro d'Itàlia, on va anar com a líder del Caisse d'Epargne-Illes Balears, va aconseguir un bon setè lloc a la general final i va ser segon a una contrarellotge guanyada per Ivan Basso.
El 2007, va guanyar el pròleg de la Volta a Castella i Lleó i la general final de la Volta a Catalunya. A més, es va endur la Volta a Suïssa a l'última contrarellotge, en què superà el seu company d'equip i compatriota Vladímir Iefimkin.

## Palmarès
- 2000
  - 1r al Cinturó a Mallorca
- 2004
  - 1r a la Volta a La Rioja
  -  1r de la Classificació dels joves del Tour de França
- 2007
  -  1r a la Volta a Catalunya
  - 1r a la Volta a Suïssa
  - Vencedor d'una etapa de la Volta a Castella i Lleó
  - Vencedor d'una etapa de la Volta a l'Alentejo
  - Vencedor d'una etapa de la Volta a La Rioja
- 2008
  - 1r a la Clàssica d'Ordizia

### Resultats al Tour de França
- 2003. 100è de la classificació general
- 2004. 13è de la classificació general.  1r de la Classificació dels joves
- 2005. 50è de la classificació general
- 2006. 30è de la classificació general
- 2007. 14è de la classificació general
- 2009. 12è de la classificació general
- 2010. No surt (9a etapa)
- 2011. 28è de la classificació general
- 2012. 53è de la classificació general

### Resultats al Giro d'Itàlia
- 2005. 7è de la classificació general
- 2008. 31è de la classificació general
- 2010. 14è de la classificació general
- 2013. 47è de la classificació general

### Resultats a la Volta a Espanya
- 2006. 8è de la classificació general
- 2007. 7è de la classificació general
- 2010. 11è de la classificació general[1]
- 2011. 42è de la classificació general

### Resultats a laCopa del Món de ciclisme en pista
- 2000
  - 1r a Moscou, en Persecució per equips
- 2001
  - 1r a Ciutat de Mèxic, en Persecució per equips